# Lerneoza
Lerneoza – choroba pasożytnicza ryb wywoływana przez widłonogi z rodziny Lernaeidae. Najczęściej spotykanym pasożytem z tej rodziny jest Lernaea cyprinacea. Pasożyty usadawiają się w skórze.
W miejscu przyczepu pasożyta powstają głębokie ubytki skóry. Również występują zmiany i ubytki w tkance mięśniowej. Efektem tego są owrzodzenia z zaczerwienionymi brzegami. Takie zmiany może też otaczać wał martwiczy. Zmiany te po odpadnięciu pasożyta mogą ulegać wtórnym infekcjom bakteryjnym lub grzybiczym.
Silna inwazja może też powodować zmiany w narządach wewnętrznych takich jak wątroba, nerki, jelita.